# 金田乡
金田乡是江西省安福县下辖的一个乡，是南乡片之重镇。地势北高南低，北部丘陵起伏。

## 行政区划
下辖23个村委会：
文明村、钦村村、江下村、东溪村、银圳村、园背村、逢田村、罗丘村、砖上村、高源村、柘溪村、白塘村、广丘村、塘头村、沿沛村、双溪村、峡陂村、玉溪村、苧田村、寨上村、柘田村、欧田村和啼鸡村。

## 中国传统村落
- 2012年12月，柘溪村被评为首批“中国传统村落”。
- 2013年8月，银圳村被评为第二批中国传统村落。

## 交通
安（福）永（新）公路、分（宜）文（竹）铁路穿过乡南部，金（田）柘（田）公路、金（田）石（溪）公路贯穿全境。